# Droga wojewódzka 519
Die Droga wojewódzka 519 (DW 519) ist eine polnische Woiwodschaftsstraße. Sie verläuft in West-Ost-Richtung und verbindet den Osten der Woiwodschaft Pommern mit dem Westen der Woiwodschaft Ermland-Masuren und führt dabei durch den Powiat Sztumski (Kreis Stuhm), Powiat Iławski (Kreis Deutsch Eylau) und Powiat Ostródzki (Kreis Osterode in Ostpreußen). Die DW 519 erweist sich auf ihrer Strecke als Bindeglied zwischen der Schnellstraße 7 bzw.  Landesstraße 7 (auch Europastraße 77) und den Woiwodschaftsstraßen DW 515, DW 526, DW 527 und DW 528. 
Auf ihrer gesamten 35 Kilometer langen Strecke verläuft die DW 519 auf einem Abschnitt der Trasse der ehemaligen deutschen Reichsstraße 126.

## Streckenverlauf der DW 519
Woiwodschaft Pommern
- Powiat Sztumski (Kreis Stuhm):
  - Stary Dzierzgoń (Alt Christburg): (→ DW 515: Malbork (Marienburg in Westpreußen)–Susz (Rosenberg in Westpreußen))
  - Folwark (Vorwerk, Kr. Mohrungen)
  - Przezmark (Preußisch Mark) (→ DW 526: Pasłęk (Preußisch Holland)–Przezmark)

Woiwodschaft Ermland-Masuren
- Powiat Iławski (Kreis Deutsch Eylau):
  - Gajdy (Goyden)
  - Półwieś (Ebenau)
  - Zalewo (Saalfeld)

- X ehem. Bahnstrecke Miłomłyn (Liebemühl)–Myślice (Miswalde) X
  - Woryty Zalewskie (Woritten)

- Powiat Ostródzki (Kreis Osterode in Ostpreußen):
  - Zajezierze (Seegertswalde)
  - Małdyty (Maldeuten) (→ S 7/DK 7 (Europastraße 77): Danzig–Warschau–Chyżne/Slowakei)
  - Wilamowo (Groß Wilmsdorf)
  - Dobrocin (Alt Bestendorf)
  - Morąg (Mohrungen) (→ DW 527: Dzierzgoń (Christburg)–Pasłęk (Preußisch Holland)–Olsztyn (Allenstein) und DW 528: Orneta (Wormditt)–Miłakowo (Liebstadt)–Morąg)